# Pavšino
Pavšino, česky také Paušín, ukrajinsky Павшино, do roku 1995 Павшин, maďarsky Pósaháza, je obec v mukačevské městské komunitě, v mukačevském okrese Zakarpatské oblasti Ukrajiny. V roce 2025 zde žilo 838 obyvatel.

## Historie
Ves obývali převážně němečtí kolonisté, které zde v 18. století usadili místní statkáři z německé dynastie Schönbornů. Do Trianonské smlouvy patřila obec k Uherskému království, poté k Československu. Za první republiky byla obec vedena pod názvem Paušín. V letech 1938 až 1944 byla obec na základě první vídeňské arbitráže součástí Maďarského království. Od roku 1945 patříla obec k Ukrajinské sovětské socialistické republice, která byla součástí SSSR, a nakonec od roku 1991 patří samostatné Ukrajině.